# Hoplitis zandeni
Hoplitis zandeni är en biart som först beskrevs av (teunissen och Van Achterberg 1992, och fick sitt nu gällande namn av >. Hoplitis zandeni ingår i släktet gnagbin, och familjen buksamlarbin. Inga underarter finns listade i Catalogue of Life.